# 덩굴용담

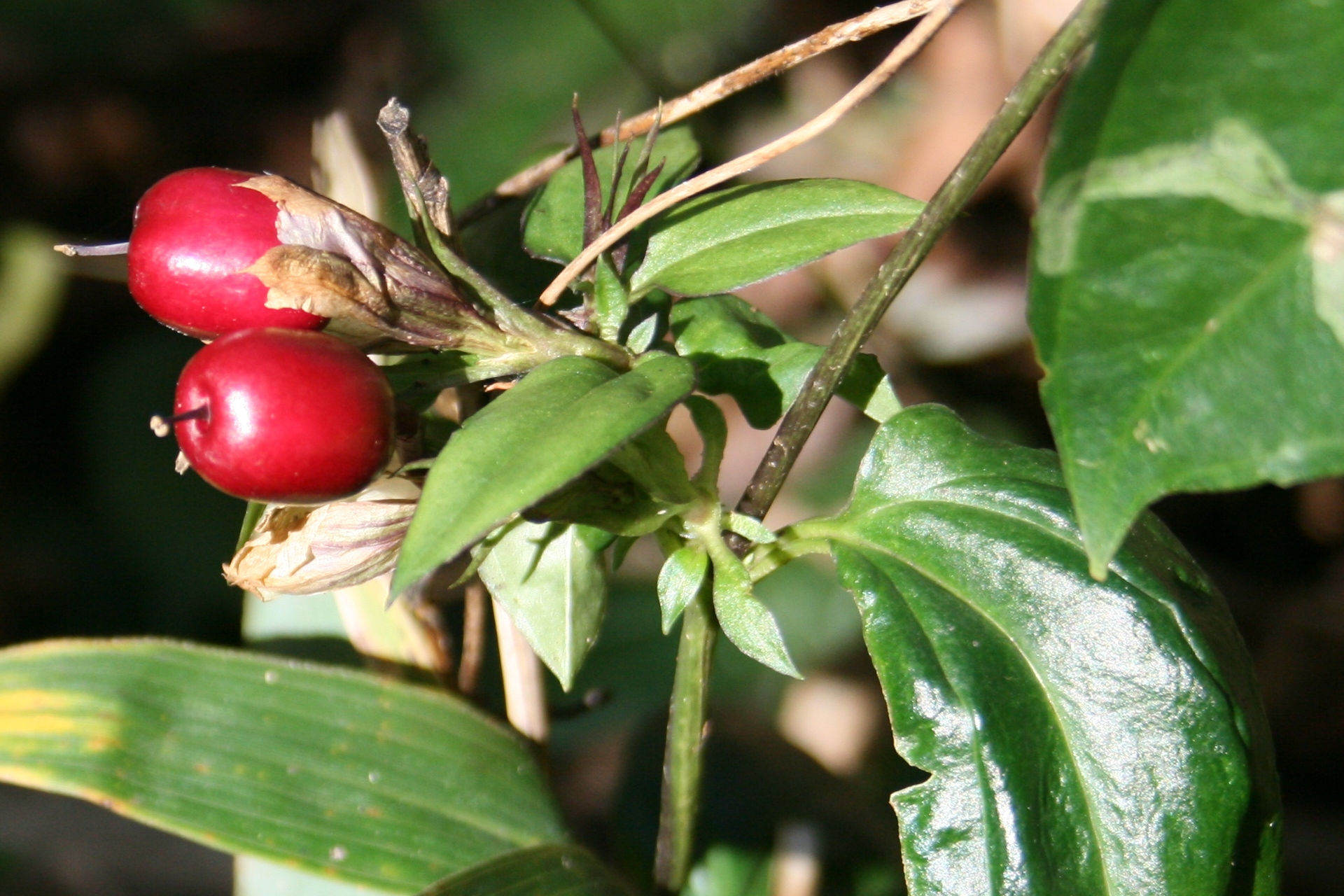
덩굴용담의 과일

덩굴용담(Tripterospermum japonicum)은 제주도, 경상북도 울릉도의 산록의 음지에 나는 덩굴성 여러해살이풀로 길이 40-80cm이다. 전체에 털이 없고, 자줏빛이 돈다. 잎은 마주나며, 긴 난형, 끝이 길게 뾰족하고, 밑은 둥글거나 심장형, 길이 4-8cm, 폭 15-30mm, 표면은 짙은 녹색, 뒷면은 연한 녹색으로 자줏빛이 돌고, 가장자리는 밋밋하다. 꽃은 자줏빛을 띤 흰색, 윗부분의 잎겨드랑이에 1송이씩 달리고, 꽃자루는 짧다. 꽃받침통에 5개의 좁은 날개가 있고, 씨방에 자루가 있어 길게 자란다. 열매는 장과로 홍자색의 긴 둥근 모양이다.